# هيهاتشيرو توغو
الماركيز هيهاتشيرو توغو (بالإنجليزية Tōgō Heihachirō) (27 يناير 1848 - 30 مايو 1934)
قائد أسطول بحري بالبحرية الإمبراطورية اليابانية ويُعد من أبطال اليابان وصفته الصحافة الغربية بنيلسون الشرق.

## حياته
ولد توغو في عائلة عسكرية في 27 يناير 1848 في ساتسوما (محافظة كاغوشيما حاليا).

## الحرب الصينية اليابانية الأولى
في 1894 في بداية الحرب الصينية اليابانية الأولى كان توغو كابتن الطراد نانيوا التي أغرقت سفينة نقل بريطانية كانت قد استأجرتها الصين لنقل الجنود، الذي سبب مشكلة دبلوماسية بين اليابان والمملكة المتحدة إلا أنه تم التنازل من قبل الحكومة البريطانية مما جعل توغو مشهوراً بسبب تدخله في المحادثات مع الدول الأجنبية لحل الخلاف.
بعد نهاية الحرب لم يكن عمل توغو بارزاً جداً، حيث تسلم رئاسة كلية البحرية الحربية اليابانية في ساسيبو.

## الحرب الروسية - اليابانية (1904-1905)
تولى توغو قيادة الأسطول الياباني بأكمله حين كان يواجه تهديداً من جانب روسيا في أكتوبر 1903. كان الأسطول الروسي المنقسم بين المحيط الهادي وبحر البلطيق يفوق قوات توغو عدداً وأدرك توغو أن أسطول البلطيق بحاجة إلى عدة أشهر كي يبحر إلى مياه المحيط الهادي لذلك قرر توغو الاشتباك مع أسطول الشرق الأقصى قبل أن يتمكن العدو من جمع قوتيه معاً ولم ينتظر توغو إعلان رسمي بالحرب وشن هجوم مباغت ضد الأسطول الروسي بقاعدة بورت آرثر (Port Arthur)في 7 فبراير 1904 ولأن الهجوم لم يكن حاسماً فقد واصل توغو عملياته على مدى أشهر عديدة تالية إلى أن غرق معظم الأسطول الروسي في الشرق الأقصى في المعارك التي دارت في البحر الأصفر من (23 يونيو - 10 أغسطس)و دفع ببقية الأسطول إلى داخل بورت آرثر ثم قام بحصار الميناء في الوقت الذي كانت القوات اليابانية البرية تستولى على المدينة.
بعد ذلك تحول توغو صوب أسطول البلطيق والذي كان متوجهاً نحو اليابان إذ كانت السفن الروسية تلقت الأوامر من القيصر نيكولاس الثاني بالثأر للهزيمة التي وقعت في البحر الأصفر ودارت معركة بمنطقة تسوشيما ما بين كوريا واليابان في 28 مايو 1905 حيث استطاع توغو إغراق 12 سفينة من أسطول البلطيق وبلغ عدد القتلى الروس 4830 فرد وتم أسر قائدهم الأميرال زينوفي روجديستفينشي(Admiral Zinovi Rozhdestvenski) في حين بلغت خسائر توغو إعطاب شفينة ومصرع 110 من البحارة.
أنهت معركة تسوشيما الحرب الروسية - اليابانية وظهرت اليابان كقوة مهيمنة في المحيط الهادي وكرمت اليابان توغو كبطل قوميو احتفظت بسفينة القيادة ميكاسا(Mikasa) كتذكار وتم ترقيته إلى منصب رئيس الأركان العامة

## وفاته
تٌوفي عن عمر يناهز 86 في 30 مايو 1934 وأُقيمت له جنازة رسمية وأرسلت بحرية كلاً من بريطانيا، الولايات المتحدة، هولندا، فرنسا ،إيطاليا والصين سفن للمشاركة في الاستعراض البحري لتكريمه.

## الألقاب
لقب كونت في 21 سبتمبر 1907
ماركيز في 29 مايو 1934 قبل وفاته بيوم